# Hypoäolischer Modus

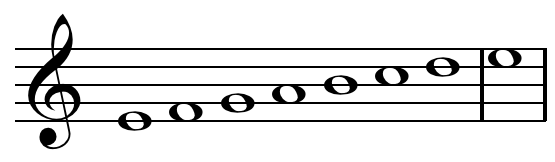
Hypoäolischer Modus in A.

Der Hypoäolische Modus, kurz Hypoäolisch, in der Ostkirche der 10. Ton, ist eine Kirchentonart.
Der Modus ist die zu Äolisch gehörende Plagaltonart; Also die um eine Quarte nach unten verschobene Tonart, die aber denselben Schlusston hat. Er gehört zu den Modi, die im 16. Jhd. von Glarean hinzugefügt wurden. Er unterscheidet sich vom äolischen durch einen um eine Quarte nach unten verlagerten Tonumfang (Ambitus) und eine andere Repercussa. Die Finalis bleibt allerdings gleich.
Äolisch: Ambitus a–a1, Finalis a, Repercussa e1
Hypoäolisch: Ambitus e–e1, Finalis a, Repercussa c1